# Macrojoppa fascipennis
Macrojoppa fascipennis är en stekelart som först beskrevs av Cresson 1877.  Macrojoppa fascipennis ingår i släktet Macrojoppa och familjen brokparasitsteklar. Inga underarter finns listade i Catalogue of Life.